# Joseph Koch
Joseph Nikolaus Koch (25. květen 1873 Mnichov – 3. listopadu 1934 Řezno) byl německý architekt.

## Život
Joseph Koch se narodil v mnichovské obchodnické rodině. Po studiích na mnichovském Maximiliangymnasium navštěvoval Královskou stavební školu v Mnichově. Následně pracoval v renomovaných mnichovských vedoucích architektonických kanceláří. V letech 1896 a 1897 spolupracoval s nejvyšším hraběcím architektem Maxem Schultzem na plánech přestavby a sanací vnitřních prostor řezenského Goliathhausu, u něhož také inicioval odstranění fresky Heinricha Georga Dendla a následnou rekonstrukci původního ztvárnění freskové výmalby domovní fasády. Návrh byl podpořen jak magistrátem města, tak finančně zajištěn bavorským králem.

1. července 1897 přesídlil do Řezna, kde 5. října 1899 získal domovní právo. V Řezně si kolem roku 1900 založil vlastní architektonickou kancelář společně se svým bývalým spolužákem z mnichovské stavitelské akademii Heinrichem Hauberrisserem. Po vzájemných rozepřích vstupovali po dubnu 1904 oba architekti v konkurenčním postavení. Hauberrissera později vyměnil za stavitele Franze Spiegela, s nímž vypracoval četné plány na světské i duchovní stavby. Kochova architektonická kancelář se nacházela na Sedanstraße 10.

Joseph Koch zemřel 3. listopadu 1934 po několikatýdenní nemoci. Pochován byl na řezenském hřbitově Oberer Katholischer Friedhof.

### Soukromý život
Koch byl zodpovědným členem tehdejší městské rady. Mimo jiné byl také velmi společenský, na což nám poukazuje Kochova členství v řezenské masopustní organizaci Narragonia, ve které pro ročník 1899/1900 nechal zvolit princem masopustu. Při té příležitosti si pronajmul celý železniční vagón, s nímž cestovala celá řezenská masopustní delegace do Würzburgu.

## Význam Kochova díla
Plodná spolupráce Kocha se Spiegelem (navzájem se doplňovali dovednostmi) přinesla mnoho významných děl v okolí Řezna a v oblasti Horní Falce, která se vyznačují precizním použitím slohů. Svá díla tvořil zejména ve stylu historismu, který občasně kombinoval se secesí.

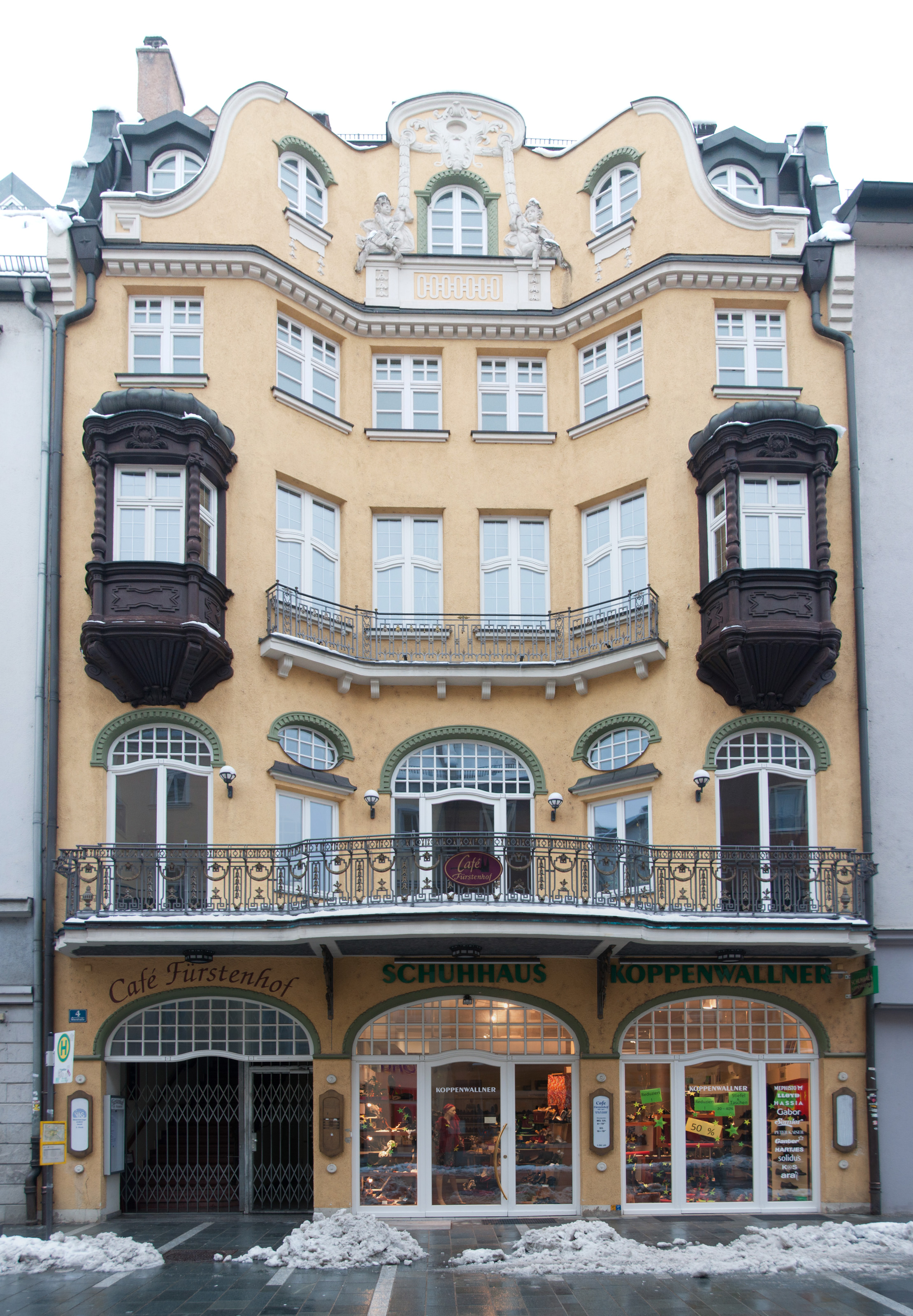
Řezno, dům, Maximilianstraße 4 (1911)

### Výběr z děl
- Řezno, vila fabrikanta, Ludwig-Eckert-Straße 2 (1895)
- Řezno, sanace interiérů Goliathhausu (1897)
- Řezno, velodrom (1898)
- Řezno, Weinschenk-Villa (1899)
- Řezno, bytový dům, Von-der-Tann-Straße 7 (1899/1900)
- Pleystein, opětovná výstavba poutního kostela sv. Kříže (1901–1903)
- Řezno, bytový dům, Stobäusplatz 3 (1902)
- Pleystein, farní dvůr (1902)
- Pleystein, opětovná výstavba farního kostela sv. Zikmunda (1902–1904)
- Řezno, dům, Alter Kornmarkt 5 (1903)
- Rampsau, farní kostel sv. Laurentina (1903–1904)
- Řezno, bytový dům, Weißenburgstraße 5 (1906)
- Řezno, bytový dům, Dr.-Martin-Luther-Straße 7 (1910–1911)
- Řezno, dům, Maximilianstraße 4 (1911)
- Řezno, dům, Am Brixener Hof 2 (1911–1912)
- Řezno, bývalá synagoga (1912) (zničena 1938)[2]
- Řezno, nájemní dům, Dr.-Martin-Luther-Straße 9 (1912)
- Řezno, skladový objekt, Bruderwöhrdstraße 15b (1915)